# ADA (association)
Pour les articles homonymes, voir ADA.
ADA (Appui au Développement Autonome) est une association à but non lucratif créée en 1994 au Luxembourg qui soutient le secteur de l'inclusion financière dans le monde.

## Présentation
Spécialisée en finance inclusive, ADA initie et développe de nouveaux produits financiers,, soutient la recherche, accompagne dans leur processus de professionnalisation les institutions de microfinance (IMF) par la formation ou l’appui structurel, conseille les IMF dans leur recherche de financement. Près de six cents institutions de microfinance à travers le monde bénéficient directement ou indirectement des différents services de ADA. Toutes les initiatives de l'ONG encouragent la transparence et la cohérence du secteur de la microfinance. Elles convergent vers un seul et même but : renforcer la lutte contre la pauvreté. À ce titre, ADA s’investit notamment pour développer des indicateurs de performance sociale.
ADA bénéficie du haut patronage de S.A.R la Grande-Duchesse Maria Teresa de Luxembourg.
Elle intervient dans près de vingt-trois pays, en Amérique latine, en Afrique de l’ouest et en Asie du Sud-Est.

## Histoire
Appui au Développement Autonome (ADA) est créée le 11 mai 1994, à Luxembourg, par plusieurs personnes issues du secteur financier qui souhaitent lutter contre la pauvreté dans les pays en développement. Parmi les chevilles ouvrières, Mia Adams-Bormans et son époux Roger Adams. Convaincus par l'idée de la microfinance, ils décident d'appuyer le secteur pour aider les populations pauvres des pays du Sud pour sortir de la précarité. Dès l'origine les fondateurs de l'association construisirent des projets de développement se concentrant sur l'appui spécifique aux institutions de microfinance (IMF).
En 2013, ADA dispose d’un budget annuel de plus de cinq millions d'euros pour mener ses opérations. D’après son rapport d’activité, les activités de ADA auprès des IMF profitent à près de 5 000 000 de bénéficiaires (des micro-entrepreneurs) à travers le monde, principalement des femmes.
En 2014, l'association fête ses vingt ans d'existence.
En 2016, ADA participe à la création de la première institution de microfinance, Microlux, au Luxembourg .
En 2024, l'association a fêté ses trente ans d'existence. À cette occasion, une table ronde a été organisée en présence des principaux partenaires de l'association, et notamment la présence de Son Altesse Royale la Grande-Duchesse Maria Teresa de Luxembourg.

## Semaine Africaine de la Finance Inclusive (SAM)
Depuis 2013, ADA, avec les réseaux de microfinance africains et le soutien de la Coopération luxembourgeoise, organise tous les deux ans la Semaine Africaine de la Finance Inclusive (SAM), un évènement panafricain dédié au développement de l’inclusion financière en Afrique. La dernière édition, la sixième depuis sa création, organisée du 16 au 20 octobre 2023 au Centre des conférences de Lomé au Togo, a rassemblé plus de 1000 participants, autour du thème de la finance inclusive comme moteur de développement équitable et écoresponsable.
La prochaine édition de la SAM aura lieu du 13 au 17 octobre 2025 à Nairobi au Kenya, au Centre international de conférence Kenyatta.
La SAM est un écosystème pour faciliter les échanges et les bonnes pratiques sur la finance inclusive et responsable et se compose de plusieurs évènements durant 5 jours : 
- Conférence avec des orateurs de haut niveau du secteur
- Foire aux investisseurs pour faciliter les rencontres entre IMF et investisseurs
- Village des innovateurs pour présenter les innovations tech et fintech du secteur de la finance inclusive
- Nombreux ateliers et formations présentés par les professionnels du secteur